# Angel Coulby
Angel Coulby (født 30. august 1980) er en britisk skuespiller fra London, England. Hun fik sin tv-debut i BBC-komedieserien 'Orrible. Hun er bedst kendt for sin rolle som Guinevere (Gwen) i BBC-eventyrserien Merlin.

## Karriere
Coulby gik på Queen Margaret University i Edinburgh, hvor hun studerede drama. Hun medvirkede i et afsnit af Scariest Places on Earth (#2.10 – Exorcism: Greyfriars Cemetery 1) som en studerende (Awassa Tact), som møder et spøgelse. Hun fik sit gennembrud i 2001 med sin rolle i Johnny Vaughans sitcom 'Orrible. Hun fik senere rollen som Guinevere (Gwen), en ung kvinde der ender med at blive Dronning Guinevere, den legedendariske hustru til Kong Arthur og Dronning af Camelot, i BBC One-eventyrserien Merlin. Coulby medvirker side om side med unge skuespillere som Colin Morgan, Bradley James og Katie McGrath samt skuespillersveteranerne Anthony Head og Richard Wilson. 
I et interview udtaler hun, at hun nød at spille Gwen helt fra begyndelsen hvor hun er en ydmyg og kærlig tjenestepige, og hele vejen til hun bliver dronning af Camelot. Hun har også udtalt, at hun elsker musikfestivaler og er for nylig begyndt at sy, med henblik på at blive designer. (Hun har dog aldrig overvejet et karriereskift, da hun har villet være skuespiller lige siden hun hørte om faget første gang).

## Filmografi
| År        | Titel                                                              | Rolle                          | Noter |
| --------- | ------------------------------------------------------------------ | ------------------------------ | --- |
| 1997      | Scariest Places on Earth (#2.10 - Exorcism: Greyfriars Cemetery 1) | Awassa Tact (bange studerende) | name identification appears as Awassa Tact, like other person's identification, likely fictional ("I was attacked") |
| 2001      | 'Orrible                                                           | Shiv                           | 4 afsnit |
| 2002      | Casualty                                                           | Sally                          | Afsnittet: "In the Heat of the Night"                                                                               |
| 2002      | Having It Off                                                      | Kylie Riley                    | Tv-serie |
| 2002      | A Good Thief                                                       | Leah Pickering                 | Tv-film |
| 2003      | The Second Coming                                                  | Politibetjent Louise Fraser    | Tv-miniserie |
| 2003      | Manchild                                                           | Pippa                          | Afsnittet: "2.4" |
| 2004      | Making Waves                                                       | LMA Anita Cook                 | Afsnittene: "1.1" 1.2"                                                                                              |
| 2004      | As If                                                              | Amber                          | 7 afsnit |
| 2004      | Conviction                                                         | Jemma Ryan                     | 6 afsnit |
| 2004      | Holby City                                                         | Maxine Framley                 | Afsnittet: "A Good Day to Bury Bad News"                                                                            |
| 2005      | The Jacket                                                         | Intern #2                      | |
| 2005      | Murder Investigation Team                                          | Lee Allanson                   | Afsnittet: "2.1" |
| 2005      | The League of Gentlemen's Apocalypse                               | Receptionist                   | |
| 2005      | Imagine Me & You                                                   | Anna                           | |
| 2005      | Vincent                                                            | Gillian Lafferty               | 7 afsnit |
| 2006      | Hustle                                                             | Alice                          | Afsnittet: "A Bollywood Dream"                                                                                      |
| 2006      | Doctor Who                                                         | Katherine                      | Afsnittet: "The Girl in the Fireplace"                                                                              |
| 2006      | The Bill                                                           | Zoe Hughes                     | Afsnittet: "461" |
| 2006      | Tripping Over                                                      | Charity                        | Afsnittet: "1.5" |
| 2007      | Magicians                                                          | Receptionist                   | |
| 2007      | Gina's Laughing Gear                                               | Sygeplejerske Jones            | Afsnittet: "Dollby City"                                                                                            |
| 2007      | Secret Life                                                        | Ung mor                        | Tv-film |
| 2007      | New Street Law                                                     | Sharon Weir                    | Afsnittet: "2.6" |
| 2007      | Talk to Me                                                         | Faith                          | 4 afsnit |
| 2007      | The Visit                                                          | Rachael                        | 6 afsnit |
| 2007      | Life Is Wild                                                       |                                | Afsnit: "Heritage Day"                                                                                              |
| 2008–2012 | Merlin                                                             | Guinevere/Gwen                 | 49 afsnit |
| 2013      | Dancing on the Edge                                                | Jessie                         | |

## Priser
| År   | Award                   | Kategori                           | Rolle              | Resultat  |
| ---- | ----------------------- | ---------------------------------- | ------------------ | --------- |
| 2010 | Monte-Carlo TV Festival | Outstanding Actress - Drama Series | Gunievere i Merlin | Nomineret |